# Amegilla urens
Amegilla urens là một loài Hymenoptera trong họ Apidae. Loài này được Cockerell mô tả khoa học năm 1911.